# Q星
Q星（英語：Q-Star）亦稱為灰洞（英語：grey hole），是一個假設存在的天體，由既稠密又重的中子星組成。這個概念，由著名物理學家霍金在1975年所提出，用以為愛因斯坦廣義相對論中重力場方程式中的一個解。根據霍金的論據：愛因斯坦的重力方程式的兩種奇點的解，分別是黑洞跟白洞。不過理論上黑洞應該是一種「有進沒出」的天體，而白洞則只能出而不能進。然而黑洞卻有粒子的輻射，所以黑洞不再適合被稱為黑洞，改名為「灰洞」。目前「灰洞」這個名稱已不再使用，而是改稱為「Q星」。Q星與恆星黑洞在性質上亦有相似的地方，但目前只發現過恆星黑洞，而未發現真正的Q星。Q星並不是夸克星，Q星的名稱源自於超對稱 Q-Ball及B-Ball（重子數）。

## Q 星
它比中子星重，外在的物質還保持著粒子數。建議或已發現的恆星質量天體(白矮星、中子星和夸克和先子星)全都以質點粒子的簡併壓力支撐著，所有這些都被稱為簡併恆星。Q星不能被誤認為是夸克星，這個Q並不是代表夸克(quark)，而是對應於一個量子數。Q星可能被錯認為恆星黑洞，一個此種天體的候選者是緻密天體的天鵝座V404。

## 含重子數Q 星
- 超對稱Q-球。[2]
- B-球，有大量重子數的Q-球。它們存在於吸收了Q-球的中子星[2]。

## 參看
- 黑洞
  - 恆星黑洞
- 緻密星
  - 先子星
  - 夸克星

## 外部連結
- Abstract, Are Q-stars a serious threat for stellar-mass black hole candidates?（页面存档备份，存于）, Miller J.C., Shahbaz T., Nolan L.A, 1997
- Abstract, No observational proof of the black-hole event-horizon（页面存档备份，存于）, Marek A. Abramowicz, Wlodek Kluzniak, Jean-Pierre Lasota, 2002